# Eila

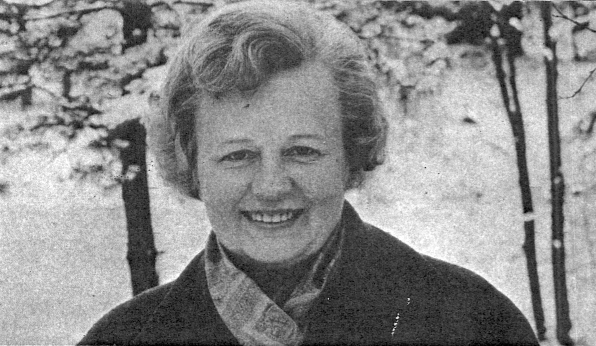
Eila Pennanen

Eila är namn av troligen finsk-ugriskt ursprung. Det har omnämnts som en finsk form Elin, via de norska namnformerna Eli och Eili. Elin är en nordisk form av det grekiska namnet Helena som betyder fackla. Namnet har funnits i Sverige sedan början av 1900-talet.
Namnet är ganska ovanligt i Sverige. Under 1970- och 80-talet ökade antalet personer med namnet Eila, troligen på grund av den finländska invandringen till Sverige. Eila stod med i almanackan under 1980- och 90-talet, men plockades bort bland namnsdagarna 2001.[källa behövs]
Den 31 december 2014 fanns det totalt 2 203 kvinnor folkbokförda i Sverige med namnet Eila, varav 1 499 bar det som tilltalsnamn.
Namnsdag: saknas i Sverige (1986-1992: 3 oktober, 1993-2000: 13 juni)

## Personer med namnet Eila
- Eila Hiltunen, finländsk skulptör
- Eila Pennanen, finländsk författare